# Fresnay-le-Long
Fresnay-le-Long és un municipi francès situat al departament del Sena Marítim i a la regió de Normandia. L'any 2007 tenia 271 habitants.

## Demografia

### Població
El 2007 la població de fet de Fresnay-le-Long era de 271 persones. Hi havia 94 famílies de les quals 11 eren unipersonals (7 homes vivint sols i 4 dones vivint soles), 32 parelles sense fills, 47 parelles amb fills i 4 famílies monoparentals amb fills.
La població ha evolucionat segons el següent gràfic:
Habitants censats

### Habitatges
El 2007 hi havia 98 habitatges, 93 eren l'habitatge principal de la família, 2 eren segones residències i 4 estaven desocupats. Tots els 98 habitatges eren cases. Dels 93 habitatges principals, 80 estaven ocupats pels seus propietaris, 12 estaven llogats i ocupats pels llogaters i 1 estava cedit a títol gratuït; 1 tenia dues cambres, 11 en tenien tres, 23 en tenien quatre i 58 en tenien cinc o més. 83 habitatges disposaven pel capbaix d'una plaça de pàrquing. A 27 habitatges hi havia un automòbil i a 60 n'hi havia dos o més.

### Piràmide de població
La piràmide de població per edats i sexe el 2009 era:
| Homes | Edats   | Dones |
| ----- | ------- | ----- |
| 0     | 95 o +  | 0     |
| 0     | 90 a 94 | 0     |
| 0     | 85 a 89 | 0     |
| 0     | 80 a 84 | 4     |
| 0     | 75 a 79 | 0     |
| 4     | 70 a 74 | 0     |
| 4     | 65 a 69 | 4     |
| 4     | 60 a 64 | 8     |
| 12    | 55 a 59 | 12    |
| 4     | 50 a 54 | 4     |
| 4     | 45 a 49 | 8     |
| 12    | 40 a 44 | 4     |
| 4     | 35 a 39 | 8     |
| 12    | 30 a 34 | 8     |
| 4     | 25 a 29 | 12    |
| 0     | 20 a 24 | 12    |
| 8     | 15 a 19 | 8     |
| 16    | 10 a 14 | 4     |
| 12    | 5 a 9   | 4     |
| 4     | 0 a 4   | 4     |

## Economia
El 2007 la població en edat de treballar era de 186 persones, 142 eren actives i 44 eren inactives. De les 142 persones actives 131 estaven ocupades (68 homes i 63 dones) i 10 estaven aturades (6 homes i 4 dones). De les 44 persones inactives 22 estaven jubilades, 13 estaven estudiant i 9 estaven classificades com a «altres inactius».

### Ingressos
El 2009 a Fresnay-le-Long hi havia 104 unitats fiscals que integraven 305 persones, la mediana anual d'ingressos fiscals per persona era de 16.865 €.

### Activitats econòmiques
Dels 2 establiments que hi havia el 2007, 1 era d'una empresa de construcció i 1 d'una empresa classificada com a «altres activitats de serveis».
L'únic servei als particulars que hi havia el 2009 era una agència de treball temporal.
L'any 2000 a Fresnay-le-Long hi havia 15 explotacions agrícoles que ocupaven un total de 680 hectàrees.

## Poblacions més properes
El següent diagrama mostra les poblacions més properes.